# Saltator cinctus
Saltator cinctus е вид птица от семейство Cardinalidae. Видът е почти застрашен от изчезване.

## Разпространение
Видът е разпространен в Еквадор, Колумбия и Перу.